# Sân bay quốc tế Yasser Arafat
Sân bay quốc tế Yasser Arafat (tiếng Ả Rập: مطار ياسر عرفات الدولي; chuyển tự: Matar Yasir 'Arafat ad-Dowaly) (IATA: GZA, ICAO: LVGZ), tên trước đây Sân bay quốc tế Gaza và Sân bay quốc tế Dahaniya, là một sân bay ở dải Gaza, ở Rafah gần biên giới với Ai Cập.
Sân bay này thuộc sở hữu và vận hành của Chính quyền Palestin, là sân bay nhà của Palestinian Airlines. Sân bay này có thể phục vụ 700.000 lượt khách mỗi năm và hoạt động 24/24h. Sân bay này được khai trương năm 1998 nhưng đã bị đóng cử năm 2001 sau khi bị quân đội Israel phá hủy nặng nề. Sân bay này đã được xây bằng ngân quỹ của Nhật Bản, Ai Cập, Tây Ban Nha, Đức và theo thiết kế của các kiến trúc sư Maroc (theo kiến trúc của sân bay Casablanca). Tổng mức đầu tư là 86 triệu USD. Sau 1 năm xây dựng, sân bay này được khánh thành ngày 24 tháng 11 năm 1998. Vào thời điểm đó, việc khai trương sân bay này được xem như một bằng chứng tiến đến việc lập một nhà nước Palestin. Sân bay này kết nghĩa với Sân bay quốc tế Mohammed V ở Casablanca, Maroc.
Trạm radar và đài không lưu đã bị máy bay Các lực lượng phòng vệ Israel phá năm 2001 sau khi bắt đầu al-Aqsa Intifada, và các xe ủi đã cắt đường băng ra nhiều đoạn vào tháng 1 năm 2002.

## Các hãng hàng không
Các hãng dưới đây đã từng hoạt động tại Sân bay quốc tế Yasser Arafat:
- Egypt Air
- Palestinian Airlines
- Royal Air Maroc
- Royal Jordanian
- Royal Wings
- Rusavia
- Tarom